# E.Town Concrete
E.Town Concrete, ou parfois appelé E-Town, est un groupe de rap metal américain, originaire d'Elizabeth, dans le New Jersey.

## Biographie
Le groupe est formé en 1995. Leur premier album Time 2 Shine sort en 1999 sur le label Resurrection A.D. Ils publieront par la suite quatre autres albums sur différents labels, tels que Razor & Tie ou Ironbound Recordings. En 2004, le groupe joue au Hellfest, à Clisson, en France. Le groupe décide de se séparer en 2006, jouant leur dernier concert le 20 mai de cette même année.
Le 12 octobre 2008, la page Myspace du groupe indiquait leur retour imminent. Deux concerts au Starland Ballroom de Sareyville, New Jersey, sont annoncés le 13 octobre 2008, et programmés pour le 20 et 21 février 2009. Depuis leur réunification en 2009, le groupe comprend également un claviériste et un percussionniste lors de leurs concerts. Ils rejouent au Starland Ballroom le 13 février 2010 avec entre autres The Acacia Strain, Ill Bill, Reign Supreme, et Razorblade Handgrenade. Ils revinrent une quatrième fois au Starland Ballroom avec Hatebreed le 8 janvier 2011. En février 2012, E-Town Concrete publie une nouvelle chanson intitulée Someone Tell 'Em, leur première depuis neuf ans. En juin 2013, les groupes qui joueront au East Coast Tsunami 2013 sont annoncés. Le festival fera jouer E.Town Concrete le 29 septembre aux côtés de groupes comme Sworn Enemy. En 2014, le groupe publie son nouvel album, The Renaissance, chez Roadrunner Records.
En juillet 2016, E.Town Concrete annonce un concert spécial 20 ans, le 1er octobre, au Starland Ballroom de Sayreville, dans le New Jersey. Ils joueront aux côtés de Candiria et All Out War.

## Membres

### Membres actuels
- Anthony Martini (Ant-Money ; Ignant Ass Ant) - chant (depuis 1995)
- David « DeLux » Mondragon - guitare (depuis 1995)
- Ted P. (Theodore Panagopoulos) - batterie (depuis 1995)
- Eric DeNault - basse (depuis 1997)

### Anciens membres
- Ken Pescatore - guitare (1995–1998)
- Henry W Hess IV - basse (1995–1997)

## Discographie
- 2014 : The Renaissance